# Trichosanthes jonesii
Trichosanthes jonesii är en gurkväxtart som beskrevs av Ching Yung Cheng och Lu Q.Huang. Trichosanthes jonesii ingår i släktet Trichosanthes och familjen gurkväxter. Inga underarter finns listade i Catalogue of Life.